# USS Houston (CA-30)
O USS Houston foi um cruzador pesado operado pela Marinha dos Estados Unidos e a quinta embarcação da Classe Northampton, depois do USS Northampton, USS Chester, USS Louisville e USS Chicago, e seguido pelo USS Augusta. Sua construção começou em maio de 1928 nos estaleiros da Newport News Shipbuilding e foi lançado ao mar em setembro de 1929, sendo comissionado na frota norte-americana em junho do ano seguinte. Era armado com uma bateria principal composta por nove canhões de 203 milímetros montados em três torres de artilharia triplas, tinha um deslocamento carregado de mais de onze mil toneladas e alcançava uma velocidade máxima de 32 nós.
O Houston passou a maior parte de sua carreira atuando no Oceano Pacífico. Ele foi enviado para Xangai, na China, alguns meses depois de entrar em serviço com o objetivo de preservar os interesses norte-americanos na área após o Incidente de Mukden e instabilidades locais. Ele permaneceu atuando no Sudeste Asiático até 1933, retornando então para os Estados Unidos. Pelos anos seguintes o cruzador teve uma carreira relativamente tranquila que consistiu em sua maior parte de exercícios de rotina junto com o resto da frota. Entre 1938 e 1939 fez breves viagens para o Oceano Atlântico, chegando a visitar sua cidade homônima. O Houston foi enviado para as Filipinas no final de 1940.
O navio partiu para a Austrália depois da entrada dos Estados Unidos na Segunda Guerra Mundial em dezembro de 1941 e ficou baseado na região pelo mês seguinte. Participou em fevereiro de 1942 da Batalha do Estreito de Makassar, quando ficou sob ataque aéreo japonês, em seguida escoltou comboios de tropas durante a Batalha de Timor. No final do mês esteve presente na Batalha do Mar de Java, quando enfrentou uma força de cruzadores e contratorpedeiros japoneses. Dois dias depois foi pego na Batalha do Estreito de Sunda, sendo atacado novamente por forças de superfície japonesa. O Houston acabou sendo torpedeado quatro vezes e afundou nas primeiras horas de 1º de março.